# San Rafael del Yuma
San Rafael del Yuma é um município da República Dominicana pertencente à província de La Altagracia.
Sua população estimada em 2012 era de 46 687 habitantes.

## Setores
O município está dividido em dezesseis setores, que são:
- Banda Abajo
- Bayahíbe
- Bejucal Abajo
- Boca del Yuma
- Cabo Falso
- Coral
- Gato
- Jaragua Abajo
- La Piñita
- Las Joyas del Mar
- Mata Chalupe
- Punta Papayo
- San José del Yuma
- San Rafael
- Yuma Abajo
- Yuma Arriba